# Juan Manuel Sánchez Gordillo
Juan Manuel Sánchez Gordillo (Marinaleda, 5 de febrero de 1949) es un político y sindicalista español. Desde 1979 hasta 2023 ha sido alcalde de Marinaleda, puesto que compatibilizó con el de diputado por Izquierda Unida en el Parlamento de Andalucía desde 1994 al 2000, y desde 2008 hasta 2014.
Sánchez Gordillo, figura relevante en el Sindicato Andaluz de Trabajadores y el Sindicato de Obreros del Campo, es además dirigente de la formación política de izquierda y nacionalista andaluza Candidatura Unitaria de Trabajadores. Se declara «comunista o comunitarista», como cree que «se sintieron Cristo, Gandhi, Marx, Lenin y el Che. Una mezcla de todo eso».

## Biografía
Juan Manuel Sánchez Gordillo nació en la localidad sevillana de Marinaleda el 5 de febrero de 1949. Su padre era trabajador de una compañía eléctrica y su familia completaba los ingresos mediante los trabajos habituales en el campo. Estudió Magisterio y ejerció la profesión de maestro en Marinaleda, profesión que abandonaría al acrecentar su compromiso sindical y político.
Estrechamente vinculado con el movimiento nacionalista andaluz, la lucha jornalera y la lucha obrera en general, fue el alcalde de Marinaleda desde las primeras elecciones municipales tras el franquismo, celebradas en 1979, hasta las elecciones de 2023. Como alcalde fue impulsor de programas alternativos que incluyeron diversas actividades, tales como una planificación urbanística que impide la especulación, permitiendo el acceso a la vivienda desde 15 euros al mes a través del sistema de la autoconstrucción, el pleno empleo mediante cooperativas, el mismo sueldo de alrededor de 1200 euros mensuales para todos los trabajadores en el pueblo, la ocupación de fincas de terratenientes y la inexistencia de policía. Este proyecto se apoya en dos pilares principales: la igualdad y la participación de los habitantes en los asuntos del pueblo mediante asambleas.
En las elecciones de 2008 fue elegido diputado del Parlamento de Andalucía por Izquierda Unida Los Verdes-Convocatoria por Andalucía, representando a la provincia de Sevilla. Asimismo, es el máximo responsable de la Candidatura Unitaria de Trabajadores, partido político integrante de IU desde su fundación y hasta 2015. Es también miembro del Comité Nacional del SAT y hasta la salida de la CUT de IU era miembro del Consejo Político Federal de Izquierda Unida, así como Secretario de Soberanía Alimentaria de la coalición izquierdista.
En diciembre de 2011, el I Congreso del SAT lo eligió miembro de su Comité Nacional. En 2012 Izquierda Unida lo designó cabeza de lista por la provincia de Sevilla para las elecciones andaluzas del 25 de marzo de 2012. En dichas elecciones su partido ascendió hasta convertirse en la tercera fuerza política, decisiva para decidir con el PSOE un gobierno de izquierdas. En este contexto, Sánchez Gordillo se opuso a formar un gobierno conjunto con el Partido Socialista Obrero Español, amenazando con la salida de la CUT de IU.
El 7 de agosto de 2012 unos 200 militantes del SAT, tras avisar a los medios de comunicación, sustrajeron a modo de protesta alimentos de primera necesidad en dos grandes superficies comerciales (Mercadona y Carrefour) en Arcos de la Frontera y Écija, 20 de los militantes que actuaron en Écija fueron acusados de robo con violencia, 15 de ellos aceptaron condenas de 6 meses de prisión o multa de 720 euros. Sánchez Gordillo, que no participó directamente al ser aforado por su condición de parlamentario, definió la actuación como un caso de «expropiación forzosa» y explicó que tenían la intención de entregarlos al comedor social de una ONG sevillana. Finalmente los alimentos fueron entregados a familias «sin techo» que ocupan un bloque de viviendas en Sevilla.
El 25 de agosto de 2012, el Tribunal Superior de Justicia de Andalucía, Ceuta y Melilla (TSJA) abrió diligencias contra Gordillo y tres personas más por cinco presuntos delitos durante la huelga general que tuvo lugar el 29 de marzo en toda España. Estos delitos, previstos en el artículo 315.3 del Código Penal español, consistirían en coaccionar a otras personas para iniciar o continuar con una huelga. Finalmente, en  2013, el TSJA condenó a Gordillo a siete meses de cárcel por ocupar la finca militar de Las Turquillas en el verano de 2012.
En noviembre de 2014 renunció a su escaño en el Parlamento de Andalucía por ser incompatible su acta de diputado con la alcaldía de Marinaleda.
Renunció a presentarse a las elecciones municipales de 2023 debido a sus problemas de salud, a consecuencia de un ictus, terminando así su mandato como alcalde de Marinaleda.